# Paikilinaukko
Paikilinaukko är en sjö eller vik i Finland.   Den ligger i landskapet Egentliga Finland, i den sydvästra delen av landet, 210 km väster om huvudstaden Helsingfors. Den ligger på ön Kaurissalo. I omgivningarna runt Paikilinaukko växer i huvudsak barrskog.